# Marie Luplau
Henriette Marie Antonette Luplau (7 de septiembre de 1848 – 16 de agosto de 1925) fue una artista y pedagoga danesa, activa en el movimiento feminista. Dirigió una escuela de arte para mujeres en Copenhague con su pareja, la artista Emilie Mundt.

## Primeros años y educación
Marie Luplau nació en Varde, en la Península Jutland, hija de Daniel Carl Erhard Luplau, un pastor de pueblo, y Line Luplau, editora de un diario feminista y sufragista. Estudió arte con Vilhelm Kyhn, uno de los pocos instructores en Copenhague que estaba dispuesto a aceptar a mujeres como alumnas. Pasó varios años continuando sus estudios en Múnich, y se mudó a París para estudiar allí en la Académie Colarossi.
En 1875, con el apoyo de la Asociación de Mujeres Danesas (DK), Luplau y otras cinco mujeres artistas entregaron sus solicitudes para estudiar en la Academia de Arte de Dinamarca; fueron rechazadas no por la calidad de su trabajo, sino porque la institución no aceptaba mujeres como alumnas.

## Carrera

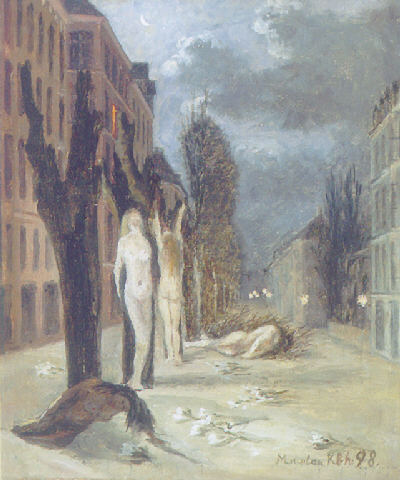
Marie Luplau, Symbolistisk Gadeparti (1898).

En 1886, Marie Luplau y Emilie Mundt fundaron una escuela de arte en su casa en Copenhague, para preparar a las mujeres para ser admitidas en los programas de la Academia de Arte cuando se  abrieron a las mujeres en 1888. La escuela estuvo operativa hasta 1913. Entre sus alumnas notables figuraban Emilie Demant Hatt, Astrid Valborg Holm, y Olivia Holm-Møller.
También escribió sobre la salud de las mujeres, bicicletas y la reforma de los vestidos,  temas todos que Luplau trata en su ensayo de 1984 "Sobre el Ciclismo para Mujeres" ("Om Cykling for Damer").
El cuadro de Marie Luplau  de 1917 de su madre y otras pioneras feministas danesas, "En los Primeros Días de la Campaña por el Sufragio de las Mujeres," estuvo colgado durante muchos años en el edificio del Parlamento danés. El Museo de las Mujeres en Aarhus albergó una exhibición de los trabajos de Luplau y Mundt en 2007.

## Vida personal

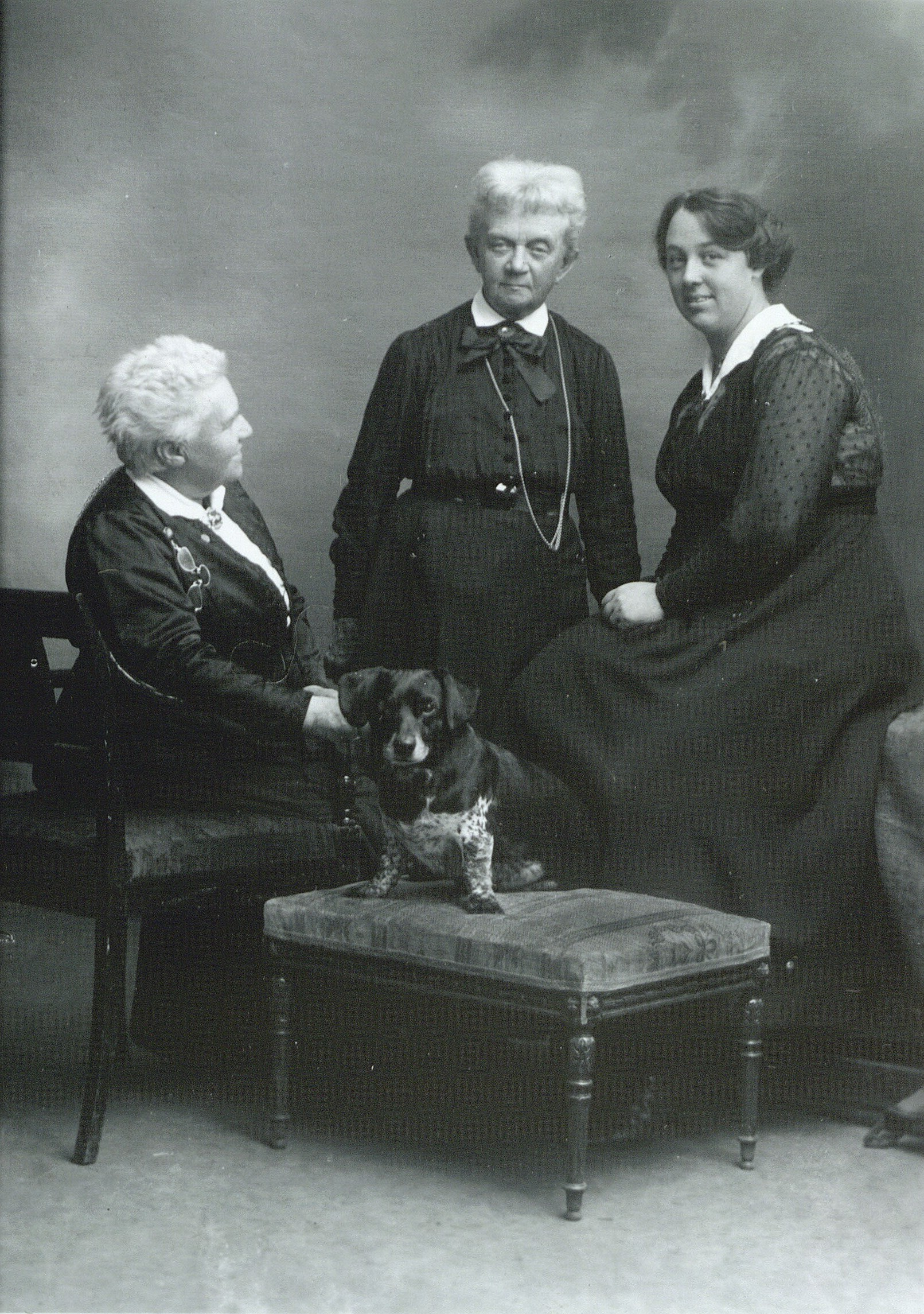
Marie Luplau y Emilie Mundt con su hija adoptiva Carla Mundt Luplau (1915).

Marie Luplau conoció a Emilie Mundt cuando ambas eran alumnas de Vilhelm Kyhn.  Vivieron y trabajaron juntas durante el resto de sus vidas, y en 1891 adoptaron a una hija, Carla Mundt-Luplau. A Luplau se le consideraba "masculina" en su aspecto y hábitos, al llevar pelo muy corto, ropa ajustada, montar en bicicleta y fumar cigarros.
Marie Luplau falleció en 1925, a los 76 años de edad, tres años después de la muerte de Emilie Mundt en 1922. Las tumbas de la pareja se encuentran en el cementerio del Parque Solbjerg en Copenhague.